# Килмакоу
Килмакоу (англ. Kilmacow, также Killmacow; ирл. Cill Mhic Bhúith) — деревня в Ирландии, находится в графстве Килкенни (провинция Ленстер). У деревни есть побратим: деревня Сант-Туриан.

## Демография
Население — 526 человек (по переписи 2006 года). В 2002 году население составляло 566 человек.
Данные переписи 2006 года:
| Общие демографические показатели |               |                               |                               |      |      |
| Всё население                    | Всё население | Изменения населения 2002—2006 | Изменения населения 2002—2006 | 2006 | 2006 |
| 2002                             | 2006          | чел.                          | %                             | муж. | жен. |
| 566                              | 526           | −40                           | −7,1                          | 262  | 264  |